# إيف ميشيل (سياسي)
إيف ميشيل هو سياسي فرنسي، ولد في 18 يوليو 1920 في Plouescat ‏ في فرنسا، وتوفي في 15 نوفمبر 1983 في بريست في فرنسا. انتخب Mayor of Plouescat ‏ (1971 – 1976) وانتخب Regional council member of Brittany ‏ (1976 – 1978) وانتخب نائب فرنسي عن دائرة Finistère's 5th constituency ‏ وقد انضم خلال فترته النيابية ‏ (27 أبريل 1976 – 2 أبريل 1978) للكتلة البرلمانية .